# Pterolophia crenatocristata
Pterolophia crenatocristata là một loài bọ cánh cứng trong họ Cerambycidae.